# SHC014-CoV
forme
Classification phylogénétique
- Espèce : SARSr-CoV
  - 
    - 
      -  SARSr-CoV WIV1
      -  SARSr-CoV RsSHC014

    -  SARS-CoV-1 (agent du SRAS)

  - 
    -  SARSr-CoV RaTG13
    -  SARS-CoV-2 (agent de la COVID-19)[1]

- chauve-souris
- humain

SHC014-CoV est une souche de coronavirus lié au SRAS qui infecte les rhinolophes. Elle a été découverte dans la préfecture de Kunming, capitale du Yunnan, dans le sud de la Chine. Elle fut découverte en même temps que la souche Rs3367, dont la lignée capable d'infecter des cellules humaines fut appelée coronavirus de chauve-souris WIV1 lié au SRAS.

## Découverte
D'avril 2011 à septembre 2012, dans la préfecture de Kunming, des chercheurs de l'Institut de virologie de Wuhan collectèrent des échantillons de matières fécales d'une colonie de chauve-souris de l'espèce Rhinolophus sinicus. Parmi les 117 échantillons, 27 (23 % du total) contenaient sept différentes souches de coronavirus liés au SRAS dont deux, nommées RsSHC014 et Rs3367, étaient inconnues.

## Virologie
En 2013, des études ont montré que Rs3367 pouvait infecter des cellules humaines de la lignée HeLa. Cette lignée infectieuse a été baptisée coronavirus de chauve-souris WIV1 lié au SRAS.
En 2015, l'université de Caroline du Nord à Chapel Hill et l'Institut de virologie de Wuhan ont montré que SHC014 pouvait être modifié pour infecter des cellules HeLa en utilisant des procédés de génétique inverse pour créer un virus chimérique,.
La version SL-SHC014-MA15 du virus, conçue pour infecter les souris, diffère de 7 % (plus de 5 000 nucléotides) du SARS-CoV-2, le virus responsable de la pandémie de Covid-19.

## Position phylogénétique
|  | Rf1 (zh), 87.8 % / SARS-CoV-1, Rhinolophus ferrumequinum, Yichang, Hubei   |
|  |                                                                            |
|  | HKU3 (zh), 87.9 % / SARS-CoV-1, Rhinolophus sinicus, Hong Kong & Guangdong |
|  |                                                                            |

|  | YNLF_31C, 93.5 % / SARS-CoV-1, Rhinolophus ferrumequinum, Lufeng, Yunnan |
|  |                                                                          |
|  | YNLF_34C, 93.5 % / SARS-CoV-1, Rhinolophus ferrumequinum, Lufeng, Yunnan |
|  |                                                                          |

|  | \| \| SHC014-CoV, 95.4 % / SARS-CoV-1, Rhinolophus sinicus, Kunming, Yunnan[11] \| \| \| \| \| \| WIV1, 95.6 % / SARS-CoV-1, Rhinolophus sinicus, Kunming, Yunnan[11] \| \| \| \| |
|  | |
|  | WIV16, 96.0 % / SARS-CoV-1, Rhinolophus sinicus Kunming, Yunnan |
|  | |
|  | SHC014-CoV, 95.4 % / SARS-CoV-1, Rhinolophus sinicus, Kunming, Yunnan |
|  | |
|  | WIV1, 95.6 % / SARS-CoV-1, Rhinolophus sinicus, Kunming, Yunnan |
|  | |

|  | SHC014-CoV, 95.4 % / SARS-CoV-1, Rhinolophus sinicus, Kunming, Yunnan |
|  |                                                                       |
|  | WIV1, 95.6 % / SARS-CoV-1, Rhinolophus sinicus, Kunming, Yunnan       |
|  |                                                                       |

|  | Civet SARS-CoV (en), 99.8 % / SARS-CoV-1, Paguma larvata, Canton, Chine |
|  |                                                                         |
|  | SARS-CoV-1 (100 %)                                                      |
|  |                                                                         |

|  | \| \| SHC014-CoV, 95.4 % / SARS-CoV-1, Rhinolophus sinicus, Kunming, Yunnan[11] \| \| \| \| \| \| WIV1, 95.6 % / SARS-CoV-1, Rhinolophus sinicus, Kunming, Yunnan[11] \| \| \| \| |
|  | |
|  | WIV16, 96.0 % / SARS-CoV-1, Rhinolophus sinicus Kunming, Yunnan |
|  | |
|  | SHC014-CoV, 95.4 % / SARS-CoV-1, Rhinolophus sinicus, Kunming, Yunnan |
|  | |
|  | WIV1, 95.6 % / SARS-CoV-1, Rhinolophus sinicus, Kunming, Yunnan |
|  | |

|  | SHC014-CoV, 95.4 % / SARS-CoV-1, Rhinolophus sinicus, Kunming, Yunnan |
|  |                                                                       |
|  | WIV1, 95.6 % / SARS-CoV-1, Rhinolophus sinicus, Kunming, Yunnan       |
|  |                                                                       |

|  | Civet SARS-CoV (en), 99.8 % / SARS-CoV-1, Paguma larvata, Canton, Chine |
|  |                                                                         |
|  | SARS-CoV-1 (100 %)                                                      |
|  |                                                                         |

|  | YNLF_31C, 93.5 % / SARS-CoV-1, Rhinolophus ferrumequinum, Lufeng, Yunnan |
|  |                                                                          |
|  | YNLF_34C, 93.5 % / SARS-CoV-1, Rhinolophus ferrumequinum, Lufeng, Yunnan |
|  |                                                                          |

|  | \| \| SHC014-CoV, 95.4 % / SARS-CoV-1, Rhinolophus sinicus, Kunming, Yunnan[11] \| \| \| \| \| \| WIV1, 95.6 % / SARS-CoV-1, Rhinolophus sinicus, Kunming, Yunnan[11] \| \| \| \| |
|  | |
|  | WIV16, 96.0 % / SARS-CoV-1, Rhinolophus sinicus Kunming, Yunnan |
|  | |
|  | SHC014-CoV, 95.4 % / SARS-CoV-1, Rhinolophus sinicus, Kunming, Yunnan |
|  | |
|  | WIV1, 95.6 % / SARS-CoV-1, Rhinolophus sinicus, Kunming, Yunnan |
|  | |

|  | SHC014-CoV, 95.4 % / SARS-CoV-1, Rhinolophus sinicus, Kunming, Yunnan |
|  |                                                                       |
|  | WIV1, 95.6 % / SARS-CoV-1, Rhinolophus sinicus, Kunming, Yunnan       |
|  |                                                                       |

|  | Civet SARS-CoV (en), 99.8 % / SARS-CoV-1, Paguma larvata, Canton, Chine |
|  |                                                                         |
|  | SARS-CoV-1 (100 %)                                                      |
|  |                                                                         |

|  | \| \| SHC014-CoV, 95.4 % / SARS-CoV-1, Rhinolophus sinicus, Kunming, Yunnan[11] \| \| \| \| \| \| WIV1, 95.6 % / SARS-CoV-1, Rhinolophus sinicus, Kunming, Yunnan[11] \| \| \| \| |
|  | |
|  | WIV16, 96.0 % / SARS-CoV-1, Rhinolophus sinicus Kunming, Yunnan |
|  | |
|  | SHC014-CoV, 95.4 % / SARS-CoV-1, Rhinolophus sinicus, Kunming, Yunnan |
|  | |
|  | WIV1, 95.6 % / SARS-CoV-1, Rhinolophus sinicus, Kunming, Yunnan |
|  | |

|  | SHC014-CoV, 95.4 % / SARS-CoV-1, Rhinolophus sinicus, Kunming, Yunnan |
|  |                                                                       |
|  | WIV1, 95.6 % / SARS-CoV-1, Rhinolophus sinicus, Kunming, Yunnan       |
|  |                                                                       |

|  | Civet SARS-CoV (en), 99.8 % / SARS-CoV-1, Paguma larvata, Canton, Chine |
|  |                                                                         |
|  | SARS-CoV-1 (100 %)                                                      |
|  |                                                                         |

|  | YNLF_31C, 93.5 % / SARS-CoV-1, Rhinolophus ferrumequinum, Lufeng, Yunnan |
|  |                                                                          |
|  | YNLF_34C, 93.5 % / SARS-CoV-1, Rhinolophus ferrumequinum, Lufeng, Yunnan |
|  |                                                                          |

|  | \| \| SHC014-CoV, 95.4 % / SARS-CoV-1, Rhinolophus sinicus, Kunming, Yunnan[11] \| \| \| \| \| \| WIV1, 95.6 % / SARS-CoV-1, Rhinolophus sinicus, Kunming, Yunnan[11] \| \| \| \| |
|  | |
|  | WIV16, 96.0 % / SARS-CoV-1, Rhinolophus sinicus Kunming, Yunnan |
|  | |
|  | SHC014-CoV, 95.4 % / SARS-CoV-1, Rhinolophus sinicus, Kunming, Yunnan |
|  | |
|  | WIV1, 95.6 % / SARS-CoV-1, Rhinolophus sinicus, Kunming, Yunnan |
|  | |

|  | SHC014-CoV, 95.4 % / SARS-CoV-1, Rhinolophus sinicus, Kunming, Yunnan |
|  |                                                                       |
|  | WIV1, 95.6 % / SARS-CoV-1, Rhinolophus sinicus, Kunming, Yunnan       |
|  |                                                                       |

|  | Civet SARS-CoV (en), 99.8 % / SARS-CoV-1, Paguma larvata, Canton, Chine |
|  |                                                                         |
|  | SARS-CoV-1 (100 %)                                                      |
|  |                                                                         |

|  | \| \| SHC014-CoV, 95.4 % / SARS-CoV-1, Rhinolophus sinicus, Kunming, Yunnan[11] \| \| \| \| \| \| WIV1, 95.6 % / SARS-CoV-1, Rhinolophus sinicus, Kunming, Yunnan[11] \| \| \| \| |
|  | |
|  | WIV16, 96.0 % / SARS-CoV-1, Rhinolophus sinicus Kunming, Yunnan |
|  | |
|  | SHC014-CoV, 95.4 % / SARS-CoV-1, Rhinolophus sinicus, Kunming, Yunnan |
|  | |
|  | WIV1, 95.6 % / SARS-CoV-1, Rhinolophus sinicus, Kunming, Yunnan |
|  | |

|  | SHC014-CoV, 95.4 % / SARS-CoV-1, Rhinolophus sinicus, Kunming, Yunnan |
|  |                                                                       |
|  | WIV1, 95.6 % / SARS-CoV-1, Rhinolophus sinicus, Kunming, Yunnan       |
|  |                                                                       |

|  | Civet SARS-CoV (en), 99.8 % / SARS-CoV-1, Paguma larvata, Canton, Chine |
|  |                                                                         |
|  | SARS-CoV-1 (100 %)                                                      |
|  |                                                                         |

|  | YNLF_31C, 93.5 % / SARS-CoV-1, Rhinolophus ferrumequinum, Lufeng, Yunnan |
|  |                                                                          |
|  | YNLF_34C, 93.5 % / SARS-CoV-1, Rhinolophus ferrumequinum, Lufeng, Yunnan |
|  |                                                                          |

|  | \| \| SHC014-CoV, 95.4 % / SARS-CoV-1, Rhinolophus sinicus, Kunming, Yunnan[11] \| \| \| \| \| \| WIV1, 95.6 % / SARS-CoV-1, Rhinolophus sinicus, Kunming, Yunnan[11] \| \| \| \| |
|  | |
|  | WIV16, 96.0 % / SARS-CoV-1, Rhinolophus sinicus Kunming, Yunnan |
|  | |
|  | SHC014-CoV, 95.4 % / SARS-CoV-1, Rhinolophus sinicus, Kunming, Yunnan |
|  | |
|  | WIV1, 95.6 % / SARS-CoV-1, Rhinolophus sinicus, Kunming, Yunnan |
|  | |

|  | SHC014-CoV, 95.4 % / SARS-CoV-1, Rhinolophus sinicus, Kunming, Yunnan |
|  |                                                                       |
|  | WIV1, 95.6 % / SARS-CoV-1, Rhinolophus sinicus, Kunming, Yunnan       |
|  |                                                                       |

|  | Civet SARS-CoV (en), 99.8 % / SARS-CoV-1, Paguma larvata, Canton, Chine |
|  |                                                                         |
|  | SARS-CoV-1 (100 %)                                                      |
|  |                                                                         |

|  | \| \| SHC014-CoV, 95.4 % / SARS-CoV-1, Rhinolophus sinicus, Kunming, Yunnan[11] \| \| \| \| \| \| WIV1, 95.6 % / SARS-CoV-1, Rhinolophus sinicus, Kunming, Yunnan[11] \| \| \| \| |
|  | |
|  | WIV16, 96.0 % / SARS-CoV-1, Rhinolophus sinicus Kunming, Yunnan |
|  | |
|  | SHC014-CoV, 95.4 % / SARS-CoV-1, Rhinolophus sinicus, Kunming, Yunnan |
|  | |
|  | WIV1, 95.6 % / SARS-CoV-1, Rhinolophus sinicus, Kunming, Yunnan |
|  | |

|  | SHC014-CoV, 95.4 % / SARS-CoV-1, Rhinolophus sinicus, Kunming, Yunnan |
|  |                                                                       |
|  | WIV1, 95.6 % / SARS-CoV-1, Rhinolophus sinicus, Kunming, Yunnan       |
|  |                                                                       |

|  | Civet SARS-CoV (en), 99.8 % / SARS-CoV-1, Paguma larvata, Canton, Chine |
|  |                                                                         |
|  | SARS-CoV-1 (100 %)                                                      |
|  |                                                                         |

|  | Rf1 (zh), 87.8 % / SARS-CoV-1, Rhinolophus ferrumequinum, Yichang, Hubei   |
|  |                                                                            |
|  | HKU3 (zh), 87.9 % / SARS-CoV-1, Rhinolophus sinicus, Hong Kong & Guangdong |
|  |                                                                            |

|  | YNLF_31C, 93.5 % / SARS-CoV-1, Rhinolophus ferrumequinum, Lufeng, Yunnan |
|  |                                                                          |
|  | YNLF_34C, 93.5 % / SARS-CoV-1, Rhinolophus ferrumequinum, Lufeng, Yunnan |
|  |                                                                          |

|  | \| \| SHC014-CoV, 95.4 % / SARS-CoV-1, Rhinolophus sinicus, Kunming, Yunnan[11] \| \| \| \| \| \| WIV1, 95.6 % / SARS-CoV-1, Rhinolophus sinicus, Kunming, Yunnan[11] \| \| \| \| |
|  | |
|  | WIV16, 96.0 % / SARS-CoV-1, Rhinolophus sinicus Kunming, Yunnan |
|  | |
|  | SHC014-CoV, 95.4 % / SARS-CoV-1, Rhinolophus sinicus, Kunming, Yunnan |
|  | |
|  | WIV1, 95.6 % / SARS-CoV-1, Rhinolophus sinicus, Kunming, Yunnan |
|  | |

|  | SHC014-CoV, 95.4 % / SARS-CoV-1, Rhinolophus sinicus, Kunming, Yunnan |
|  |                                                                       |
|  | WIV1, 95.6 % / SARS-CoV-1, Rhinolophus sinicus, Kunming, Yunnan       |
|  |                                                                       |

|  | Civet SARS-CoV (en), 99.8 % / SARS-CoV-1, Paguma larvata, Canton, Chine |
|  |                                                                         |
|  | SARS-CoV-1 (100 %)                                                      |
|  |                                                                         |

|  | \| \| SHC014-CoV, 95.4 % / SARS-CoV-1, Rhinolophus sinicus, Kunming, Yunnan[11] \| \| \| \| \| \| WIV1, 95.6 % / SARS-CoV-1, Rhinolophus sinicus, Kunming, Yunnan[11] \| \| \| \| |
|  | |
|  | WIV16, 96.0 % / SARS-CoV-1, Rhinolophus sinicus Kunming, Yunnan |
|  | |
|  | SHC014-CoV, 95.4 % / SARS-CoV-1, Rhinolophus sinicus, Kunming, Yunnan |
|  | |
|  | WIV1, 95.6 % / SARS-CoV-1, Rhinolophus sinicus, Kunming, Yunnan |
|  | |

|  | SHC014-CoV, 95.4 % / SARS-CoV-1, Rhinolophus sinicus, Kunming, Yunnan |
|  |                                                                       |
|  | WIV1, 95.6 % / SARS-CoV-1, Rhinolophus sinicus, Kunming, Yunnan       |
|  |                                                                       |

|  | Civet SARS-CoV (en), 99.8 % / SARS-CoV-1, Paguma larvata, Canton, Chine |
|  |                                                                         |
|  | SARS-CoV-1 (100 %)                                                      |
|  |                                                                         |

|  | YNLF_31C, 93.5 % / SARS-CoV-1, Rhinolophus ferrumequinum, Lufeng, Yunnan |
|  |                                                                          |
|  | YNLF_34C, 93.5 % / SARS-CoV-1, Rhinolophus ferrumequinum, Lufeng, Yunnan |
|  |                                                                          |

|  | \| \| SHC014-CoV, 95.4 % / SARS-CoV-1, Rhinolophus sinicus, Kunming, Yunnan[11] \| \| \| \| \| \| WIV1, 95.6 % / SARS-CoV-1, Rhinolophus sinicus, Kunming, Yunnan[11] \| \| \| \| |
|  | |
|  | WIV16, 96.0 % / SARS-CoV-1, Rhinolophus sinicus Kunming, Yunnan |
|  | |
|  | SHC014-CoV, 95.4 % / SARS-CoV-1, Rhinolophus sinicus, Kunming, Yunnan |
|  | |
|  | WIV1, 95.6 % / SARS-CoV-1, Rhinolophus sinicus, Kunming, Yunnan |
|  | |

|  | SHC014-CoV, 95.4 % / SARS-CoV-1, Rhinolophus sinicus, Kunming, Yunnan |
|  |                                                                       |
|  | WIV1, 95.6 % / SARS-CoV-1, Rhinolophus sinicus, Kunming, Yunnan       |
|  |                                                                       |

|  | Civet SARS-CoV (en), 99.8 % / SARS-CoV-1, Paguma larvata, Canton, Chine |
|  |                                                                         |
|  | SARS-CoV-1 (100 %)                                                      |
|  |                                                                         |

|  | \| \| SHC014-CoV, 95.4 % / SARS-CoV-1, Rhinolophus sinicus, Kunming, Yunnan[11] \| \| \| \| \| \| WIV1, 95.6 % / SARS-CoV-1, Rhinolophus sinicus, Kunming, Yunnan[11] \| \| \| \| |
|  | |
|  | WIV16, 96.0 % / SARS-CoV-1, Rhinolophus sinicus Kunming, Yunnan |
|  | |
|  | SHC014-CoV, 95.4 % / SARS-CoV-1, Rhinolophus sinicus, Kunming, Yunnan |
|  | |
|  | WIV1, 95.6 % / SARS-CoV-1, Rhinolophus sinicus, Kunming, Yunnan |
|  | |

|  | SHC014-CoV, 95.4 % / SARS-CoV-1, Rhinolophus sinicus, Kunming, Yunnan |
|  |                                                                       |
|  | WIV1, 95.6 % / SARS-CoV-1, Rhinolophus sinicus, Kunming, Yunnan       |
|  |                                                                       |

|  | Civet SARS-CoV (en), 99.8 % / SARS-CoV-1, Paguma larvata, Canton, Chine |
|  |                                                                         |
|  | SARS-CoV-1 (100 %)                                                      |
|  |                                                                         |

|  | YNLF_31C, 93.5 % / SARS-CoV-1, Rhinolophus ferrumequinum, Lufeng, Yunnan |
|  |                                                                          |
|  | YNLF_34C, 93.5 % / SARS-CoV-1, Rhinolophus ferrumequinum, Lufeng, Yunnan |
|  |                                                                          |

|  | \| \| SHC014-CoV, 95.4 % / SARS-CoV-1, Rhinolophus sinicus, Kunming, Yunnan[11] \| \| \| \| \| \| WIV1, 95.6 % / SARS-CoV-1, Rhinolophus sinicus, Kunming, Yunnan[11] \| \| \| \| |
|  | |
|  | WIV16, 96.0 % / SARS-CoV-1, Rhinolophus sinicus Kunming, Yunnan |
|  | |
|  | SHC014-CoV, 95.4 % / SARS-CoV-1, Rhinolophus sinicus, Kunming, Yunnan |
|  | |
|  | WIV1, 95.6 % / SARS-CoV-1, Rhinolophus sinicus, Kunming, Yunnan |
|  | |

|  | SHC014-CoV, 95.4 % / SARS-CoV-1, Rhinolophus sinicus, Kunming, Yunnan |
|  |                                                                       |
|  | WIV1, 95.6 % / SARS-CoV-1, Rhinolophus sinicus, Kunming, Yunnan       |
|  |                                                                       |

|  | Civet SARS-CoV (en), 99.8 % / SARS-CoV-1, Paguma larvata, Canton, Chine |
|  |                                                                         |
|  | SARS-CoV-1 (100 %)                                                      |
|  |                                                                         |

|  | \| \| SHC014-CoV, 95.4 % / SARS-CoV-1, Rhinolophus sinicus, Kunming, Yunnan[11] \| \| \| \| \| \| WIV1, 95.6 % / SARS-CoV-1, Rhinolophus sinicus, Kunming, Yunnan[11] \| \| \| \| |
|  | |
|  | WIV16, 96.0 % / SARS-CoV-1, Rhinolophus sinicus Kunming, Yunnan |
|  | |
|  | SHC014-CoV, 95.4 % / SARS-CoV-1, Rhinolophus sinicus, Kunming, Yunnan |
|  | |
|  | WIV1, 95.6 % / SARS-CoV-1, Rhinolophus sinicus, Kunming, Yunnan |
|  | |

|  | SHC014-CoV, 95.4 % / SARS-CoV-1, Rhinolophus sinicus, Kunming, Yunnan |
|  |                                                                       |
|  | WIV1, 95.6 % / SARS-CoV-1, Rhinolophus sinicus, Kunming, Yunnan       |
|  |                                                                       |

|  | Civet SARS-CoV (en), 99.8 % / SARS-CoV-1, Paguma larvata, Canton, Chine |
|  |                                                                         |
|  | SARS-CoV-1 (100 %)                                                      |
|  |                                                                         |

|  | YNLF_31C, 93.5 % / SARS-CoV-1, Rhinolophus ferrumequinum, Lufeng, Yunnan |
|  |                                                                          |
|  | YNLF_34C, 93.5 % / SARS-CoV-1, Rhinolophus ferrumequinum, Lufeng, Yunnan |
|  |                                                                          |

|  | \| \| SHC014-CoV, 95.4 % / SARS-CoV-1, Rhinolophus sinicus, Kunming, Yunnan[11] \| \| \| \| \| \| WIV1, 95.6 % / SARS-CoV-1, Rhinolophus sinicus, Kunming, Yunnan[11] \| \| \| \| |
|  | |
|  | WIV16, 96.0 % / SARS-CoV-1, Rhinolophus sinicus Kunming, Yunnan |
|  | |
|  | SHC014-CoV, 95.4 % / SARS-CoV-1, Rhinolophus sinicus, Kunming, Yunnan |
|  | |
|  | WIV1, 95.6 % / SARS-CoV-1, Rhinolophus sinicus, Kunming, Yunnan |
|  | |

|  | SHC014-CoV, 95.4 % / SARS-CoV-1, Rhinolophus sinicus, Kunming, Yunnan |
|  |                                                                       |
|  | WIV1, 95.6 % / SARS-CoV-1, Rhinolophus sinicus, Kunming, Yunnan       |
|  |                                                                       |

|  | Civet SARS-CoV (en), 99.8 % / SARS-CoV-1, Paguma larvata, Canton, Chine |
|  |                                                                         |
|  | SARS-CoV-1 (100 %)                                                      |
|  |                                                                         |

|  | \| \| SHC014-CoV, 95.4 % / SARS-CoV-1, Rhinolophus sinicus, Kunming, Yunnan[11] \| \| \| \| \| \| WIV1, 95.6 % / SARS-CoV-1, Rhinolophus sinicus, Kunming, Yunnan[11] \| \| \| \| |
|  | |
|  | WIV16, 96.0 % / SARS-CoV-1, Rhinolophus sinicus Kunming, Yunnan |
|  | |
|  | SHC014-CoV, 95.4 % / SARS-CoV-1, Rhinolophus sinicus, Kunming, Yunnan |
|  | |
|  | WIV1, 95.6 % / SARS-CoV-1, Rhinolophus sinicus, Kunming, Yunnan |
|  | |

|  | SHC014-CoV, 95.4 % / SARS-CoV-1, Rhinolophus sinicus, Kunming, Yunnan |
|  |                                                                       |
|  | WIV1, 95.6 % / SARS-CoV-1, Rhinolophus sinicus, Kunming, Yunnan       |
|  |                                                                       |

|  | Civet SARS-CoV (en), 99.8 % / SARS-CoV-1, Paguma larvata, Canton, Chine |
|  |                                                                         |
|  | SARS-CoV-1 (100 %)                                                      |
|  |                                                                         |

|  | Rf1 (zh), 87.8 % / SARS-CoV-1, Rhinolophus ferrumequinum, Yichang, Hubei   |
|  |                                                                            |
|  | HKU3 (zh), 87.9 % / SARS-CoV-1, Rhinolophus sinicus, Hong Kong & Guangdong |
|  |                                                                            |

|  | YNLF_31C, 93.5 % / SARS-CoV-1, Rhinolophus ferrumequinum, Lufeng, Yunnan |
|  |                                                                          |
|  | YNLF_34C, 93.5 % / SARS-CoV-1, Rhinolophus ferrumequinum, Lufeng, Yunnan |
|  |                                                                          |

|  | \| \| SHC014-CoV, 95.4 % / SARS-CoV-1, Rhinolophus sinicus, Kunming, Yunnan[11] \| \| \| \| \| \| WIV1, 95.6 % / SARS-CoV-1, Rhinolophus sinicus, Kunming, Yunnan[11] \| \| \| \| |
|  | |
|  | WIV16, 96.0 % / SARS-CoV-1, Rhinolophus sinicus Kunming, Yunnan |
|  | |
|  | SHC014-CoV, 95.4 % / SARS-CoV-1, Rhinolophus sinicus, Kunming, Yunnan |
|  | |
|  | WIV1, 95.6 % / SARS-CoV-1, Rhinolophus sinicus, Kunming, Yunnan |
|  | |

|  | SHC014-CoV, 95.4 % / SARS-CoV-1, Rhinolophus sinicus, Kunming, Yunnan |
|  |                                                                       |
|  | WIV1, 95.6 % / SARS-CoV-1, Rhinolophus sinicus, Kunming, Yunnan       |
|  |                                                                       |

|  | Civet SARS-CoV (en), 99.8 % / SARS-CoV-1, Paguma larvata, Canton, Chine |
|  |                                                                         |
|  | SARS-CoV-1 (100 %)                                                      |
|  |                                                                         |

|  | \| \| SHC014-CoV, 95.4 % / SARS-CoV-1, Rhinolophus sinicus, Kunming, Yunnan[11] \| \| \| \| \| \| WIV1, 95.6 % / SARS-CoV-1, Rhinolophus sinicus, Kunming, Yunnan[11] \| \| \| \| |
|  | |
|  | WIV16, 96.0 % / SARS-CoV-1, Rhinolophus sinicus Kunming, Yunnan |
|  | |
|  | SHC014-CoV, 95.4 % / SARS-CoV-1, Rhinolophus sinicus, Kunming, Yunnan |
|  | |
|  | WIV1, 95.6 % / SARS-CoV-1, Rhinolophus sinicus, Kunming, Yunnan |
|  | |

|  | SHC014-CoV, 95.4 % / SARS-CoV-1, Rhinolophus sinicus, Kunming, Yunnan |
|  |                                                                       |
|  | WIV1, 95.6 % / SARS-CoV-1, Rhinolophus sinicus, Kunming, Yunnan       |
|  |                                                                       |

|  | Civet SARS-CoV (en), 99.8 % / SARS-CoV-1, Paguma larvata, Canton, Chine |
|  |                                                                         |
|  | SARS-CoV-1 (100 %)                                                      |
|  |                                                                         |

|  | YNLF_31C, 93.5 % / SARS-CoV-1, Rhinolophus ferrumequinum, Lufeng, Yunnan |
|  |                                                                          |
|  | YNLF_34C, 93.5 % / SARS-CoV-1, Rhinolophus ferrumequinum, Lufeng, Yunnan |
|  |                                                                          |

|  | \| \| SHC014-CoV, 95.4 % / SARS-CoV-1, Rhinolophus sinicus, Kunming, Yunnan[11] \| \| \| \| \| \| WIV1, 95.6 % / SARS-CoV-1, Rhinolophus sinicus, Kunming, Yunnan[11] \| \| \| \| |
|  | |
|  | WIV16, 96.0 % / SARS-CoV-1, Rhinolophus sinicus Kunming, Yunnan |
|  | |
|  | SHC014-CoV, 95.4 % / SARS-CoV-1, Rhinolophus sinicus, Kunming, Yunnan |
|  | |
|  | WIV1, 95.6 % / SARS-CoV-1, Rhinolophus sinicus, Kunming, Yunnan |
|  | |

|  | SHC014-CoV, 95.4 % / SARS-CoV-1, Rhinolophus sinicus, Kunming, Yunnan |
|  |                                                                       |
|  | WIV1, 95.6 % / SARS-CoV-1, Rhinolophus sinicus, Kunming, Yunnan       |
|  |                                                                       |

|  | Civet SARS-CoV (en), 99.8 % / SARS-CoV-1, Paguma larvata, Canton, Chine |
|  |                                                                         |
|  | SARS-CoV-1 (100 %)                                                      |
|  |                                                                         |

|  | \| \| SHC014-CoV, 95.4 % / SARS-CoV-1, Rhinolophus sinicus, Kunming, Yunnan[11] \| \| \| \| \| \| WIV1, 95.6 % / SARS-CoV-1, Rhinolophus sinicus, Kunming, Yunnan[11] \| \| \| \| |
|  | |
|  | WIV16, 96.0 % / SARS-CoV-1, Rhinolophus sinicus Kunming, Yunnan |
|  | |
|  | SHC014-CoV, 95.4 % / SARS-CoV-1, Rhinolophus sinicus, Kunming, Yunnan |
|  | |
|  | WIV1, 95.6 % / SARS-CoV-1, Rhinolophus sinicus, Kunming, Yunnan |
|  | |

|  | SHC014-CoV, 95.4 % / SARS-CoV-1, Rhinolophus sinicus, Kunming, Yunnan |
|  |                                                                       |
|  | WIV1, 95.6 % / SARS-CoV-1, Rhinolophus sinicus, Kunming, Yunnan       |
|  |                                                                       |

|  | Civet SARS-CoV (en), 99.8 % / SARS-CoV-1, Paguma larvata, Canton, Chine |
|  |                                                                         |
|  | SARS-CoV-1 (100 %)                                                      |
|  |                                                                         |

|  | YNLF_31C, 93.5 % / SARS-CoV-1, Rhinolophus ferrumequinum, Lufeng, Yunnan |
|  |                                                                          |
|  | YNLF_34C, 93.5 % / SARS-CoV-1, Rhinolophus ferrumequinum, Lufeng, Yunnan |
|  |                                                                          |

|  | \| \| SHC014-CoV, 95.4 % / SARS-CoV-1, Rhinolophus sinicus, Kunming, Yunnan[11] \| \| \| \| \| \| WIV1, 95.6 % / SARS-CoV-1, Rhinolophus sinicus, Kunming, Yunnan[11] \| \| \| \| |
|  | |
|  | WIV16, 96.0 % / SARS-CoV-1, Rhinolophus sinicus Kunming, Yunnan |
|  | |
|  | SHC014-CoV, 95.4 % / SARS-CoV-1, Rhinolophus sinicus, Kunming, Yunnan |
|  | |
|  | WIV1, 95.6 % / SARS-CoV-1, Rhinolophus sinicus, Kunming, Yunnan |
|  | |

|  | SHC014-CoV, 95.4 % / SARS-CoV-1, Rhinolophus sinicus, Kunming, Yunnan |
|  |                                                                       |
|  | WIV1, 95.6 % / SARS-CoV-1, Rhinolophus sinicus, Kunming, Yunnan       |
|  |                                                                       |

|  | Civet SARS-CoV (en), 99.8 % / SARS-CoV-1, Paguma larvata, Canton, Chine |
|  |                                                                         |
|  | SARS-CoV-1 (100 %)                                                      |
|  |                                                                         |

|  | \| \| SHC014-CoV, 95.4 % / SARS-CoV-1, Rhinolophus sinicus, Kunming, Yunnan[11] \| \| \| \| \| \| WIV1, 95.6 % / SARS-CoV-1, Rhinolophus sinicus, Kunming, Yunnan[11] \| \| \| \| |
|  | |
|  | WIV16, 96.0 % / SARS-CoV-1, Rhinolophus sinicus Kunming, Yunnan |
|  | |
|  | SHC014-CoV, 95.4 % / SARS-CoV-1, Rhinolophus sinicus, Kunming, Yunnan |
|  | |
|  | WIV1, 95.6 % / SARS-CoV-1, Rhinolophus sinicus, Kunming, Yunnan |
|  | |

|  | SHC014-CoV, 95.4 % / SARS-CoV-1, Rhinolophus sinicus, Kunming, Yunnan |
|  |                                                                       |
|  | WIV1, 95.6 % / SARS-CoV-1, Rhinolophus sinicus, Kunming, Yunnan       |
|  |                                                                       |

|  | Civet SARS-CoV (en), 99.8 % / SARS-CoV-1, Paguma larvata, Canton, Chine |
|  |                                                                         |
|  | SARS-CoV-1 (100 %)                                                      |
|  |                                                                         |

|  | YNLF_31C, 93.5 % / SARS-CoV-1, Rhinolophus ferrumequinum, Lufeng, Yunnan |
|  |                                                                          |
|  | YNLF_34C, 93.5 % / SARS-CoV-1, Rhinolophus ferrumequinum, Lufeng, Yunnan |
|  |                                                                          |

|  | \| \| SHC014-CoV, 95.4 % / SARS-CoV-1, Rhinolophus sinicus, Kunming, Yunnan[11] \| \| \| \| \| \| WIV1, 95.6 % / SARS-CoV-1, Rhinolophus sinicus, Kunming, Yunnan[11] \| \| \| \| |
|  | |
|  | WIV16, 96.0 % / SARS-CoV-1, Rhinolophus sinicus Kunming, Yunnan |
|  | |
|  | SHC014-CoV, 95.4 % / SARS-CoV-1, Rhinolophus sinicus, Kunming, Yunnan |
|  | |
|  | WIV1, 95.6 % / SARS-CoV-1, Rhinolophus sinicus, Kunming, Yunnan |
|  | |

|  | SHC014-CoV, 95.4 % / SARS-CoV-1, Rhinolophus sinicus, Kunming, Yunnan |
|  |                                                                       |
|  | WIV1, 95.6 % / SARS-CoV-1, Rhinolophus sinicus, Kunming, Yunnan       |
|  |                                                                       |

|  | Civet SARS-CoV (en), 99.8 % / SARS-CoV-1, Paguma larvata, Canton, Chine |
|  |                                                                         |
|  | SARS-CoV-1 (100 %)                                                      |
|  |                                                                         |

|  | \| \| SHC014-CoV, 95.4 % / SARS-CoV-1, Rhinolophus sinicus, Kunming, Yunnan[11] \| \| \| \| \| \| WIV1, 95.6 % / SARS-CoV-1, Rhinolophus sinicus, Kunming, Yunnan[11] \| \| \| \| |
|  | |
|  | WIV16, 96.0 % / SARS-CoV-1, Rhinolophus sinicus Kunming, Yunnan |
|  | |
|  | SHC014-CoV, 95.4 % / SARS-CoV-1, Rhinolophus sinicus, Kunming, Yunnan |
|  | |
|  | WIV1, 95.6 % / SARS-CoV-1, Rhinolophus sinicus, Kunming, Yunnan |
|  | |

|  | SHC014-CoV, 95.4 % / SARS-CoV-1, Rhinolophus sinicus, Kunming, Yunnan |
|  |                                                                       |
|  | WIV1, 95.6 % / SARS-CoV-1, Rhinolophus sinicus, Kunming, Yunnan       |
|  |                                                                       |

|  | Civet SARS-CoV (en), 99.8 % / SARS-CoV-1, Paguma larvata, Canton, Chine |
|  |                                                                         |
|  | SARS-CoV-1 (100 %)                                                      |
|  |                                                                         |

|  | Rf1 (zh), 87.8 % / SARS-CoV-1, Rhinolophus ferrumequinum, Yichang, Hubei   |
|  |                                                                            |
|  | HKU3 (zh), 87.9 % / SARS-CoV-1, Rhinolophus sinicus, Hong Kong & Guangdong |
|  |                                                                            |

|  | YNLF_31C, 93.5 % / SARS-CoV-1, Rhinolophus ferrumequinum, Lufeng, Yunnan |
|  |                                                                          |
|  | YNLF_34C, 93.5 % / SARS-CoV-1, Rhinolophus ferrumequinum, Lufeng, Yunnan |
|  |                                                                          |

|  | \| \| SHC014-CoV, 95.4 % / SARS-CoV-1, Rhinolophus sinicus, Kunming, Yunnan[11] \| \| \| \| \| \| WIV1, 95.6 % / SARS-CoV-1, Rhinolophus sinicus, Kunming, Yunnan[11] \| \| \| \| |
|  | |
|  | WIV16, 96.0 % / SARS-CoV-1, Rhinolophus sinicus Kunming, Yunnan |
|  | |
|  | SHC014-CoV, 95.4 % / SARS-CoV-1, Rhinolophus sinicus, Kunming, Yunnan |
|  | |
|  | WIV1, 95.6 % / SARS-CoV-1, Rhinolophus sinicus, Kunming, Yunnan |
|  | |

|  | SHC014-CoV, 95.4 % / SARS-CoV-1, Rhinolophus sinicus, Kunming, Yunnan |
|  |                                                                       |
|  | WIV1, 95.6 % / SARS-CoV-1, Rhinolophus sinicus, Kunming, Yunnan       |
|  |                                                                       |

|  | Civet SARS-CoV (en), 99.8 % / SARS-CoV-1, Paguma larvata, Canton, Chine |
|  |                                                                         |
|  | SARS-CoV-1 (100 %)                                                      |
|  |                                                                         |

|  | \| \| SHC014-CoV, 95.4 % / SARS-CoV-1, Rhinolophus sinicus, Kunming, Yunnan[11] \| \| \| \| \| \| WIV1, 95.6 % / SARS-CoV-1, Rhinolophus sinicus, Kunming, Yunnan[11] \| \| \| \| |
|  | |
|  | WIV16, 96.0 % / SARS-CoV-1, Rhinolophus sinicus Kunming, Yunnan |
|  | |
|  | SHC014-CoV, 95.4 % / SARS-CoV-1, Rhinolophus sinicus, Kunming, Yunnan |
|  | |
|  | WIV1, 95.6 % / SARS-CoV-1, Rhinolophus sinicus, Kunming, Yunnan |
|  | |

|  | SHC014-CoV, 95.4 % / SARS-CoV-1, Rhinolophus sinicus, Kunming, Yunnan |
|  |                                                                       |
|  | WIV1, 95.6 % / SARS-CoV-1, Rhinolophus sinicus, Kunming, Yunnan       |
|  |                                                                       |

|  | Civet SARS-CoV (en), 99.8 % / SARS-CoV-1, Paguma larvata, Canton, Chine |
|  |                                                                         |
|  | SARS-CoV-1 (100 %)                                                      |
|  |                                                                         |

|  | YNLF_31C, 93.5 % / SARS-CoV-1, Rhinolophus ferrumequinum, Lufeng, Yunnan |
|  |                                                                          |
|  | YNLF_34C, 93.5 % / SARS-CoV-1, Rhinolophus ferrumequinum, Lufeng, Yunnan |
|  |                                                                          |

|  | \| \| SHC014-CoV, 95.4 % / SARS-CoV-1, Rhinolophus sinicus, Kunming, Yunnan[11] \| \| \| \| \| \| WIV1, 95.6 % / SARS-CoV-1, Rhinolophus sinicus, Kunming, Yunnan[11] \| \| \| \| |
|  | |
|  | WIV16, 96.0 % / SARS-CoV-1, Rhinolophus sinicus Kunming, Yunnan |
|  | |
|  | SHC014-CoV, 95.4 % / SARS-CoV-1, Rhinolophus sinicus, Kunming, Yunnan |
|  | |
|  | WIV1, 95.6 % / SARS-CoV-1, Rhinolophus sinicus, Kunming, Yunnan |
|  | |

|  | SHC014-CoV, 95.4 % / SARS-CoV-1, Rhinolophus sinicus, Kunming, Yunnan |
|  |                                                                       |
|  | WIV1, 95.6 % / SARS-CoV-1, Rhinolophus sinicus, Kunming, Yunnan       |
|  |                                                                       |

|  | Civet SARS-CoV (en), 99.8 % / SARS-CoV-1, Paguma larvata, Canton, Chine |
|  |                                                                         |
|  | SARS-CoV-1 (100 %)                                                      |
|  |                                                                         |

|  | \| \| SHC014-CoV, 95.4 % / SARS-CoV-1, Rhinolophus sinicus, Kunming, Yunnan[11] \| \| \| \| \| \| WIV1, 95.6 % / SARS-CoV-1, Rhinolophus sinicus, Kunming, Yunnan[11] \| \| \| \| |
|  | |
|  | WIV16, 96.0 % / SARS-CoV-1, Rhinolophus sinicus Kunming, Yunnan |
|  | |
|  | SHC014-CoV, 95.4 % / SARS-CoV-1, Rhinolophus sinicus, Kunming, Yunnan |
|  | |
|  | WIV1, 95.6 % / SARS-CoV-1, Rhinolophus sinicus, Kunming, Yunnan |
|  | |

|  | SHC014-CoV, 95.4 % / SARS-CoV-1, Rhinolophus sinicus, Kunming, Yunnan |
|  |                                                                       |
|  | WIV1, 95.6 % / SARS-CoV-1, Rhinolophus sinicus, Kunming, Yunnan       |
|  |                                                                       |

|  | Civet SARS-CoV (en), 99.8 % / SARS-CoV-1, Paguma larvata, Canton, Chine |
|  |                                                                         |
|  | SARS-CoV-1 (100 %)                                                      |
|  |                                                                         |

|  | YNLF_31C, 93.5 % / SARS-CoV-1, Rhinolophus ferrumequinum, Lufeng, Yunnan |
|  |                                                                          |
|  | YNLF_34C, 93.5 % / SARS-CoV-1, Rhinolophus ferrumequinum, Lufeng, Yunnan |
|  |                                                                          |

|  | \| \| SHC014-CoV, 95.4 % / SARS-CoV-1, Rhinolophus sinicus, Kunming, Yunnan[11] \| \| \| \| \| \| WIV1, 95.6 % / SARS-CoV-1, Rhinolophus sinicus, Kunming, Yunnan[11] \| \| \| \| |
|  | |
|  | WIV16, 96.0 % / SARS-CoV-1, Rhinolophus sinicus Kunming, Yunnan |
|  | |
|  | SHC014-CoV, 95.4 % / SARS-CoV-1, Rhinolophus sinicus, Kunming, Yunnan |
|  | |
|  | WIV1, 95.6 % / SARS-CoV-1, Rhinolophus sinicus, Kunming, Yunnan |
|  | |

|  | SHC014-CoV, 95.4 % / SARS-CoV-1, Rhinolophus sinicus, Kunming, Yunnan |
|  |                                                                       |
|  | WIV1, 95.6 % / SARS-CoV-1, Rhinolophus sinicus, Kunming, Yunnan       |
|  |                                                                       |

|  | Civet SARS-CoV (en), 99.8 % / SARS-CoV-1, Paguma larvata, Canton, Chine |
|  |                                                                         |
|  | SARS-CoV-1 (100 %)                                                      |
|  |                                                                         |

|  | \| \| SHC014-CoV, 95.4 % / SARS-CoV-1, Rhinolophus sinicus, Kunming, Yunnan[11] \| \| \| \| \| \| WIV1, 95.6 % / SARS-CoV-1, Rhinolophus sinicus, Kunming, Yunnan[11] \| \| \| \| |
|  | |
|  | WIV16, 96.0 % / SARS-CoV-1, Rhinolophus sinicus Kunming, Yunnan |
|  | |
|  | SHC014-CoV, 95.4 % / SARS-CoV-1, Rhinolophus sinicus, Kunming, Yunnan |
|  | |
|  | WIV1, 95.6 % / SARS-CoV-1, Rhinolophus sinicus, Kunming, Yunnan |
|  | |

|  | SHC014-CoV, 95.4 % / SARS-CoV-1, Rhinolophus sinicus, Kunming, Yunnan |
|  |                                                                       |
|  | WIV1, 95.6 % / SARS-CoV-1, Rhinolophus sinicus, Kunming, Yunnan       |
|  |                                                                       |

|  | Civet SARS-CoV (en), 99.8 % / SARS-CoV-1, Paguma larvata, Canton, Chine |
|  |                                                                         |
|  | SARS-CoV-1 (100 %)                                                      |
|  |                                                                         |

|  | YNLF_31C, 93.5 % / SARS-CoV-1, Rhinolophus ferrumequinum, Lufeng, Yunnan |
|  |                                                                          |
|  | YNLF_34C, 93.5 % / SARS-CoV-1, Rhinolophus ferrumequinum, Lufeng, Yunnan |
|  |                                                                          |

|  | \| \| SHC014-CoV, 95.4 % / SARS-CoV-1, Rhinolophus sinicus, Kunming, Yunnan[11] \| \| \| \| \| \| WIV1, 95.6 % / SARS-CoV-1, Rhinolophus sinicus, Kunming, Yunnan[11] \| \| \| \| |
|  | |
|  | WIV16, 96.0 % / SARS-CoV-1, Rhinolophus sinicus Kunming, Yunnan |
|  | |
|  | SHC014-CoV, 95.4 % / SARS-CoV-1, Rhinolophus sinicus, Kunming, Yunnan |
|  | |
|  | WIV1, 95.6 % / SARS-CoV-1, Rhinolophus sinicus, Kunming, Yunnan |
|  | |

|  | SHC014-CoV, 95.4 % / SARS-CoV-1, Rhinolophus sinicus, Kunming, Yunnan |
|  |                                                                       |
|  | WIV1, 95.6 % / SARS-CoV-1, Rhinolophus sinicus, Kunming, Yunnan       |
|  |                                                                       |

|  | Civet SARS-CoV (en), 99.8 % / SARS-CoV-1, Paguma larvata, Canton, Chine |
|  |                                                                         |
|  | SARS-CoV-1 (100 %)                                                      |
|  |                                                                         |

|  | \| \| SHC014-CoV, 95.4 % / SARS-CoV-1, Rhinolophus sinicus, Kunming, Yunnan[11] \| \| \| \| \| \| WIV1, 95.6 % / SARS-CoV-1, Rhinolophus sinicus, Kunming, Yunnan[11] \| \| \| \| |
|  | |
|  | WIV16, 96.0 % / SARS-CoV-1, Rhinolophus sinicus Kunming, Yunnan |
|  | |
|  | SHC014-CoV, 95.4 % / SARS-CoV-1, Rhinolophus sinicus, Kunming, Yunnan |
|  | |
|  | WIV1, 95.6 % / SARS-CoV-1, Rhinolophus sinicus, Kunming, Yunnan |
|  | |

|  | SHC014-CoV, 95.4 % / SARS-CoV-1, Rhinolophus sinicus, Kunming, Yunnan |
|  |                                                                       |
|  | WIV1, 95.6 % / SARS-CoV-1, Rhinolophus sinicus, Kunming, Yunnan       |
|  |                                                                       |

|  | Civet SARS-CoV (en), 99.8 % / SARS-CoV-1, Paguma larvata, Canton, Chine |
|  |                                                                         |
|  | SARS-CoV-1 (100 %)                                                      |
|  |                                                                         |

- Animal hôte :
- chauve-souris
- viverridé
- humain